# Шиклово
Шиклово — деревня в Александровском районе Владимирской области. Входит в состав Каринского сельского поселения.

## География
Расположена деревня в 4 км на СЗ от г. Карабаново и в 15 км на Ю от г. Александров. Ближайшие деревни — Коровино (1,5 км), Ям (бывш. 1,5 км) и Ряскино (бывш. 1,5 км).

## История
Деревня имеет более чем 300-летнюю историю. 
До конца 50-х годов прошлого века в деревне располагалось большое колхозное хозяйство — фермы, конюшня и правление. Был даже телефон и своя школа начальных классов. Исторических объектов, кроме памятника героям войны в деревне нет. Самым известным человеком из Шиклова стал Ф. И. Калинин — революционер.
В настоящее время в деревне более 40 дворов. В основном это дома дачников, которые обосновались здесь с конца 60-х и усилием которых деревня дожила до этих времен. Деревня находится в живописном районе, на высоком берегу р. Пичкура , кругом леса, поля и множество мелких речек и водоемов. Дорога до деревни насыпная (щебень) , а последние 2 км грунтовая. С 2008 года в деревне установлен телефон, еженедельно в летнее время приезжает автолавка.

## Население
| 1859 | 1905 | 1926 | 2002 | 2010 | 2021 |
| ---- | ---- | ---- | ---- | ---- | ---- |
| 135  | ↗205 | ↗210 | ↘2   | ↗5   | ↗67  |